# Oswego (Caroline du Sud)
Pour les articles homonymes, voir Oswego.
Oswego est une census-designated place située dans le comté de Sumter, dans l’État de Caroline du Sud, aux États-Unis. Lors du recensement de 2020, elle comptait 86 habitants.